# Iglesia de San Miguel Alto
La iglesia de San Miguel Alto es una iglesia de la ciudad española de Granada, comunidad autónoma de Andalucía. Se encuentra ubicada coronando el cerro del Aceituno.

## Historia
Se levantó sobre la Torre del Azeytuno, punto más elevado de la muralla zirí en 1671 y su primera primera misa se ofició el 29 de septiembre de 1673. A finales del siglo XVIII se cerro y fue convertida en un fortín por los franceses en la invasión, siendo destruido por estos en su huida de Granada en 1812.
Entre 1815 y 1828 se levanto un nuevo templo.